# Tenneco
Tenneco (Tenneco Automotive) é uma empresa de 6.200 milhões dólares segundo publicado na  Fortune 500 que tem suas ações negociadas na NYSE05 de novembro de 1999 sob o símbolo da TEN. Tenneco, com sede em Lake Forest, Illinois, é um fabricante de equipamento original e reposição de sistema de suspensão e exaustão, possuindo as seguintes marcas.

## History
Tenneco, Inc. foi fundada como a divisão do Tennessee Corporation Chicago em 1943 para construir um gasoduto de gás natural do Texas para West Virginia. A divisão automotiva foi desmembrada da Tenneco Inc., em [[1991 juntamente com a embalagem, energia, gás natural, e as divisões de construção naval.
A empresa já possuiu e operou um grande número de postos de gasolina, mas todos foram fechados ou substituídos por outras marcas, em meados da década de 1990.
Em 28 de outubro de 2005 o nome foi mudado de Tenneco Automotive para Tenneco, a fim de refletir as alterações nos mercados que a empresa espera expandir, como caminhões pesados e de duas rodas (motocicleta) de e sistemas de suspensão e exaustão.
Tenneco (sob o nome Tenneco Automotive), patrocinou o CART's Detroit Grand Prix, de 1999 até o cancelamento da corrida após 2001.

## Operations
A Tenneco é uma empresa multi-nacional com 80 fábricas em 24 países localizados em seis continentes, com os principais centros de operações na América do Norte, Europa, Austrália e Ásia. Havia 19.000 funcionários em 2005. As instalações de produção na América do Norte estão localizadas em Illinois, Indiana, Michigan, Tennessee e Ohio; a sede corporativa está localizada em Lake Forest, Illinois, instalações europeias, na Bélgica, Polónia, República Checa, Alemanha, Reino Unido, França, Espanha e Portugal, com sede na Bélgica, as instalações asiáticas incluir na Índia, China, Cingapura e Japão, Instalações australianas estão em Sydney, Morea (NZ) e parque Clovelly Mecanismo Africano e inclui a África do Sul Port Elizabeth.
A Tenneco é proprietária das seguintes marcas:
- Monroe[2]
- Walker[3]
- Rancho[4]
- DynoMax[5]
- Clevite Elastomers[6]
- Gillet[7]
- Fonos[8]
- Fric-Rot[9]
- Kinetic[10]
- Thrush[11]
- DNX[12]

Estas marcas são vendidas para mais de 500 clientes do mercado de reposição, incluindo distribuidores e varejistas, e mais de 25 fabricantes de veículos, incluindo Audi, Chrysler, Mercedes-Benz Group, Enfield, Fiat, Ford Motor Company, General Motors, Honda, Navistar International, Jaguar Cars, Mahindra & Mahindra, Maruti Suzuki, Mazda, Mitsubishi, Nissan, Porsche, Stellantis, Renault, Škoda, Suzuki, Tata, Toyota, TVS, Volkswagen Group, Volvo, E-Z-GO, and CLUB CAR.

## Locações

### Elkhart, Indiana, EUA
A fábrica Tenneco em Elkhart, Indiana, principalmente de exaustão faz componentes para outras instalações da Tenneco. Além disso, Elkhart fabrica alguns componentes para Harley-Davidson em benders CNC.

### Ligonier, Indiana, EUA
A fábrica de Ligonier, Indiana é uma fábrica que produz completos sistema de exaustão e componentes relacionados para a Ford Motor Company, , Chrysler, e Honda. Ligonier é uma das plantas que tem a sua própria máquina produtora de tubos que toma bobinas de aço, rola gradualmente rola em uma tubulação e então solda a costura fechada. Esta tubulação recém-formada é então cortada no comprimento e usada em várias linhas dentro da fábrica. Alguns dos tubos de corte também são fornecidos como para outras plantas Tenneco.

### Angola, Indiana, EUA
Produtos: produtos para linha pesada, buchas olho da mola, buchas fluido, assembleias haste de torque, links, & V-rods.

### Marshall, Michigan, EUA
A planta de Marshall, Michigané uma fábrica que produz completos sistemas de exaustão para Ford Motor Company, Chrysler,e General Motors.Marshall é uma das plantas que tem a sua própria máquina produtora de tubos que toma bobinas de aço, rola gradualmente rola em uma tubulação e então solda a costura fechada. Esta tubulação recém-formada é então cortada no comprimento e usada em várias linhas dentro da fábrica. Alguns dos tubos de corte também são fornecidos como para outras plantas Tenneco. A instalação de Marshall também é equipada linhas automáticas de montagem de silencioso.

### Monroe, Michigan, EUA
Monroe é uma das unidades de negócios da América do Norte, que com cerca de 500 funcionários envolvidos em várias atividades, tais como design, engenharia de produto, vendas e marketing .

### Virginia Beach, Virginia, EUA
A fábrica em Virginia Beach é JIT (just in time), fabrica sistema de exaustão para a Ford F-150 plantas em Norfolk, Virginia.

### Milan, Ohio, EUA
Produtos: buchas da suspensão, sistema de direção, isoladores de escape, e componentes de borracha.

### Napoleon, Ohio, EUA
Produtos: buchas anti-vibração e suspensão

### Reynosa, Tamaulipas, Mexico
Produtos: Bucha silentbloc, produtos Clevebloc, STA Baras, braço de controle, e coxins de motor.

### Ermua, Espanha
Produtos: Amortecedores, elastômeros e CES.

### Cotia, São Paulo, Brasil (Axios)
Produtos: Componentes de borracha (Bucha de Suspensão, coxim de motores, coxins de câmbio, coxins de amortecedores e coxins hiidráulicos para motores).

### Mogi Mirim, São Paulo, Brasil (Monroe e Walker)
Produtos: Amortecedores e escapamentos; e centro tecnológico.

### Camaçari, Bahia, Brasil (Monroe e Walker)
Produtos: Amortecedores e escapamentos.

### Suzhou, China
Produtos: Elastômeros

### Pune,  India
Produtos: Muffler (silencioso), catalisador, sistemas de exaustão

### Hosur, India
Produtos: Amortecedores

### Edinburgh Park,Adelaide, Australia
Produtos: sistemas de exaustão

### Monroe, Clovelly Park, Adelaide, Australia
Produtos: Amortecedores

### Walker, O'Sullivan Beach, Adelaide, Australia
Produtos: Controle de Emissões

### Monroe Springs,Sydney, Australia
Produtos: Molas

### Edenkoben, Alemanha
Produtos: sistemas de escape

### Sint-Truiden, Belgium
Sede da divisão Ride Control da Europa  METC, Centro de desenvolvimento e da Europa; Maior fábrica de sistemas de suspensão da Europa
Produtos: amortecedores

### Gijón, Espanha
Produtos: amortecedores

### Hodkovice, República Tcheca
Amortecedores e sistema de exaustão em Hodkovice e Mohelca

### Rybnik, Polonia
Engenharia e fábrica de Sistema de suspensão

### Gliwice, Polonia
Fabrica de amortecedores com Centro de Engenharia (EEEC) em Gliwice, perto de Katowice 

### Rosário, Argentina - Monroe Fric Rot
Amortecedores (amortecedores, estruturas, cartuchos, amortecedores linha pesada).

### San Martín, Argentina -  WALKER®
Escapamentos (saída de motor,  silenciosos, montagem de completos sistemas de escapamentos).

### Owen Sound|Owen Sound, Ontario - Canadá
Amortecedores

### Palmela, Portugal
Produtos: sistemas de escape (JIT) para VW Autoeuropa